# Hans Schaidinger

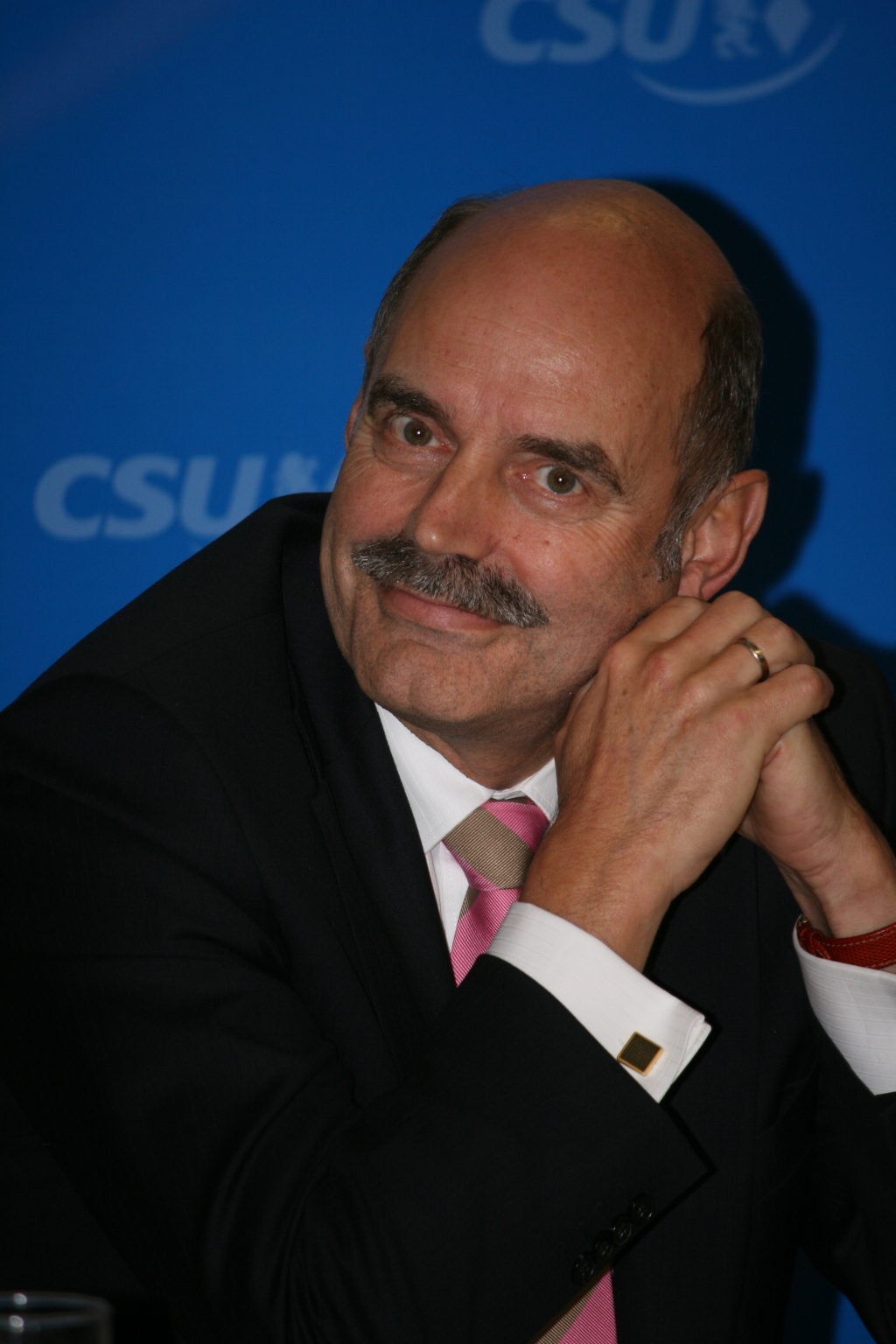
Hans Schaidinger

Hans Schaidinger (* 23. Februar 1949 in Freilassing) war von 1996 bis 2014 Oberbürgermeister (CSU) der Stadt Regensburg.

## Leben
Der studierte Diplom-Volkswirt (Abschluss 1977) ist verheiratet und hat zwei Kinder. Schaidinger trat 1978 in den Dienst der Stadt Regensburg ein und war dort in den Bereichen Wirtschaftsförderung und Stadtentwicklung tätig. Von 1991 bis 1996 war er in der freien Wirtschaft als Bereichsleiter bei der DIBAG Industriebau AG in München tätig. 1996 wurde er zum Oberbürgermeister von Regensburg gewählt, bei den Kommunalwahlen 2002 mit 61,5 % im Amt bestätigt. Von 2005 bis 2011 war er Vorsitzender des Bayerischen Städtetags. Schaidinger war von 2005 bis 2012 Mitglied im Verwaltungsrat der Bayerischen Landesbank. Bei der bayerischen Kommunalwahl im Jahr 2008 wurde er erst in der Stichwahl gegen seinen Konkurrenten Joachim Wolbergs (SPD) am 16. März mit 52,15 % bei einer Wahlbeteiligung von 41,87 % im Amt bestätigt. Bei den Kommunalwahlen 2014 konnte Schaidinger aus Altersgründen nicht erneut als Oberbürgermeister antreten. Zu seinem Nachfolger wurde Joachim Wolbergs (SPD) gewählt.
Er war Vertreter des Bayerischen Städtetages im Rundfunkrat des Bayerischen Rundfunks.
Im Zuge der Regensburger Parteispendenaffäre wurde im Oktober 2016 bekannt, dass die Staatsanwaltschaft Regensburg gegen den Alt-Oberbürgermeister Vorermittlungen eingeleitet hatte. Hintergrund waren ein Beratervertrag mit einem Bauunternehmer und der Hauskauf seiner Tochter bei selbigem.
Die Staatsanwaltschaft Regensburg ermittelte wegen des Verdachts der Bestechlichkeit. Im August 2019 stellte sie ein gegen Schaidinger geführtes Ermittlungsverfahren ein. Nachdem die Staatsanwaltschaft im April 2020 ein weiteres Verfahren gegen ihn eingestellt hatte, sind keine weiteren Verfahren mehr anhängig.

## Auszeichnungen
- 2013: Bayerischer Verdienstorden
- 2014: Ehrenbürgerwürde der Stadt Regensburg
- 2014: Ehrensenator der OTH Regensburg
- Universitätsmedaille „Bene merenti“ der Universität Regensburg[6]